# Cecilia Cavendish-Bentinck
Cecilia Nina Cavendish-Bentinck (London, 1862. szeptember 11. – London, 1938. június 23.) II. Erzsébet brit királynő nagyanyja. Charles Cavendish-Bentinck tiszteletes (apai nagyapja nem más volt, mint William Cavendish-Bentinck, Portland 3. hercege, a későbbi brit miniszterelnök) és második felesége, Caroline Louisa Burnaby elsőszülött leánya. Két húga volt: Ann Violet és Hyacinth.
1881. július 16-án, a Surrey megyei Petersham városában feleségül ment Claude Bowes-Lyonhoz, Glamis lordjához, akinek tíz gyermeket szült, négy leányt és hat fiút:
- Lady Violet Hyacinth
- Lady Mary Frances
- Lord Patrick
- Lord John Herbert
- Lord Alexander Francis
- Lord Fergus
- Lady Rose
- Lord Michael Claude Hamilton
- Lady Elizabeth, aki 1923. április 26-án a későbbi VI. György brit király, régi nevén a yorki herceg felesége lett
- Lord David

1904-ben az asszony férje megörökölte apja után a Strathmore és Kinghorne grófja címet, miáltal Ceciliából grófné lett. A családi birtok magába foglalt két hatalmas házat is, a Glamis Kastélyt és a Saint Paul's Walden Bury-t. A grófné igen kedvelte a társaságot és vendégszerető, kiváló házigazda volt, aki kivételesen jól játszott zongorán is. Házaik az arisztokraták tipikus részletgazdagságát és pedáns rendszeretetét sugározták, ugyanakkor igen gyakorlatias hozzáállást is tükröztek tulajdonosaikat illetően. A grófné hobbikertészként előszeretettel rendezett be egy úgynevezett olasz kertet a Glamis Kastélyban, másik kedvenc elfoglaltsága pedig a hímzés volt, továbbá köztudott az is, hogy a lady mélyen vallásos asszony hírében állt, emellett ő inkább a csendes családi életet részesítette előnyben.
Az I. világháború idején a Glamis Kastély az épp lábadozó, sebesült katonák felgyógyulását szolgálta, ápolásukban pedig Cecilia is tevékenyen részt vett, egész addig, míg ki nem derült róla, hogy méhrákja van. 1921 októberében az asszony átesett egy nőgyógyászati műtéten, 1922 májusára pedig már eléggé felépült ahhoz, hogy 1923 januárjában részt vehessen legkisebb leánya, Elizabeth hivatalos eljegyzési ünnepségén, aki így V. György angol király másodszülött fia, a yorki herceg menyasszonya lett.
A grófné 1938 áprilisában, unokája, Anne Bowes-Lyon és Anson vikomtjának, Thomasnak az esküvőjén hirtelen szívrohamot kapott, ám csak 8 héttel később halt meg, 75 éves korában, Londonban, a Bryanston utca 38 alatt, a Cumberland bérháztömbben. Lady Strathmore halálakor tíz gyermekéből már csak öt élt: Elizabeth, David, Mary Frances, Rose és Patrick. 
(John Herbert 1930-ban hunyt el, Fergus pedig még 1915-ben, az I. világháború során, Franciaországban, a loosi csatamezőn.)
1938. június 27-én, a Glamis Kastélynál helyezték végső nyugalomra.